# Гленн Нюберг
Гленн Нюберг (швед. Glenn Nyberg 12 жовтня 1986) — шведський футбольний арбітр. Арбітр ФІФА та УЄФА з 2016 року.

## Біографія
14 липня 2016 року Нюберг дебютував у міжнародних змаганнях під час матчу між клубами «ПАС Яніна» та «Одд» у кваліфікації до Ліги Європи УЄФА. Гра закінчилася з рахунком 3:0.
Свій перший матч національних збірних відсудив 5 вересня 2019 року, коли Боснія і Герцеговина виграла 5:0 у Ліхтенштейну.
На початку 2021 року Нюберг став одним з 12 арбітрів, відібраних для обслуговування матчів групового етапу молодіжного чемпіонату Європи 2021 року в Угорщині та Словенії, відсудивши там дві гри.